# Hypercompe beckeri
Hypercompe beckeri là một loài bướm đêm thuộc phân họ Arctiinae, họ Erebidae.